# Време на насилие
„Време на насилие“  е български игрален филм (исторически, драма) от 1988 година на режисьора Людмил Стайков, по сценарий на Людмил Стайков, Георги Данаилов, Михаил Кирков и Радослав Спасов. Оператор е Радослав Спасов. Сценарият е написан по романа на Антон Дончев „Време разделно“. Музиката във филма е композирана от Георги Генков.
Филмът е високобюджетна продукция, която играе централна роля в пропагандната кампания на тоталитарния режим в подкрепа на т.нар. „Възродителен процес“.

## Сюжет
1668 г. Османската империя е завладяла Югоизточна Европа, но свещената война за окончателното утвърждаване на исляма продължава. В Родопите е настанен военен корпус от еничари, предвождан от Караибрахим (Йосиф Сърчаджиев). Заедно с него пътува и Венецианеца (Валтер Тоски), който вече е променил религията си. Местният владетел Сюлейман ага (Васил Михайлов) е убеден, че вярата не трябва да се променя по насилствен начин и е наказан със смърт за това. Сред хората, които трябва да се помохамеданчат, Караибрахим открива баща си (Константин Коцев), брат си Горан (Стойко Пеев), сестра си Елица (Калина Стефанова) и най-близкия си приятел Манол (Иван Кръстев). Това не го разколебава да наложи исляма по най-жесток начин. Той пуска поп Алигорко (Руси Чанев), който е осъзнал, че единственият начин българите да оцелеят и запазят езика и обичаите си, е да пожертват вярата си.

## Състав

### Актьорски състав
| Изпълнител         | Роля                           |
| ------------------ | ------------------------------ |
| Йосиф Сърчаджиев   | Караибрахим                    |
| Руси Чанев         | поп Алигорко                   |
| Иван Кръстев       | Манол                          |
| Валтер Тоски       | Венецианеца                    |
| Аня Пенчева        | Севда                          |
| Васил Михайлов     | Сюлейман ага                   |
| Константин Коцев   | дядо Галушко                   |
| Калина Стефанова   | Елица                          |
| Ангел Иванов       | Мирчо                          |
| Момчил Карамитев   | Момчил                         |
| Стойко Пеев        | Горан                          |
| Николай Латев      | Кеманджи Джогли                |
| Цанко Петров       | билюкбашията                   |
| Иван Янчев         | Шабан Шибил                    |
| Антон Карастоянов  | молла Сулфикар Софта           |
| Стефка Берова      | Гюлфие                         |
| Богомил Симеонов   | Исмайл бей                     |
| Джоко Росич        | Карахасан                      |
| Велко Кънев        | великият везир                 |
| Йорданка Вълчовска |                                |
| Вихър Стойчев      | Хасан ходжа                    |
| Таня Димитрова     | майката на Горан и Караибрахим |
| Стефан Карагьозов  | малкият Караибрахим            |
| Георги Карагьозов  | малкият Караибрахим            |
| Андрей Христов     | малкият Манол                  |
| Марио Узунов       | малкият Манол                  |
| Димитър Йорданов   | дядо Кралю                     |
| Йордан Витлямов    | Вражу кехая                    |
| Александър Далов   |                                |
| Никола Дадов       |                                |
| Стоян Алексиев     | лудият                         |
| Никола Тодев       | Стойко Процвет                 |
| Въто Вълков        |                                |
| Владимир Давчев    |                                |
| Итьо Итев          | Жельо                          |
| Любомир Гешев      |                                |
| Боил Мирчев        | първи приближен                |
| Енчо Енев          | втори приближен                |
| Детелин Кандев     | трети приближен                |
| Йордан Петков      |                                |
| Анна Маркова       |                                |
| Велико Стоянов     | Дельо                          |
| Цветан Ватев       |                                |
| Дамян Петров       |                                |
| Николай Кимчев     |                                |
| Борис Борунсузов   |                                |
| Стефан Германов    |                                |
| Димитър Димитров   |                                |
| Антон Горчев       |                                |
| Божидар Янков      |                                |
| Албена Павлова     | обесеното момиче               |
| Сашо Симов         |                                |
| Георги Куцев       |                                |
| Ангел Драганов     |                                |
| Илия Коруев        |                                |
| Георги Узунов      |                                |
| Кънчо Долапчиев    |                                |
| Антония Драгова    |                                |
| Анета Петровска    |                                |
| Павлина Стаменова  |                                |
| Ибиш Орханов       |                                |
| Цветана Енева      |                                |
| Мария Найденова    |                                |

### Творчески и технически екип
| Сценарий                                        | Людмил Стайков Георги Данаилов Михаил Кирков Радослав Спасов                                               |
| Редактор                                        | Тодор Монов                                                                                                |
| Режисьор                                        | Людмил Стайков                                                                                             |
| Оператор                                        | Радослав Спасов                                                                                            |
| Музика                                          | Георги Генков                                                                                              |
| Звук                                            | Людмила Махалнишка                                                                                         |
| Художник                                        | Георги Тодоров                                                                                             |
| Монтаж                                          | Виолета Тошкова                                                                                            |
| Грим                                            | Таньо Куков Кристофър Тъкър                                                                                |
| Костюми                                         | Николай Николов Соня Калчева                                                                               |
| Консултанти                                     | Цветана Георгиева Атанас Семерджиев Ганка Михайлова Христо Дерменджиев                                     |
| Директор                                        | Христо Ненов                                                                                               |
| Втори режисьор                                  | Илка Вълчева                                                                                               |
| Втори оператори                                 | Владимир Станков Светослав Мечкуевски                                                                      |
| Асистент-режисьори                              | Огнян Купенов Дамян Петров Красимир Крумов Боряна Дерменджиева Лидия Златева Иван Черкелов Григор Толев    |
| Асистент-оператори                              | Христо Александров Жеко Манев Румен Дертлиев Антон Наков Георги Чолаков                                    |
| Скриптъри                                       | Захарина Гривева Анелия Гуджева                                                                            |
| Цветен четец                                    | Евгения Якимова                                                                                            |
| Втори художници                                 | Борислав Борисов Красимир Хаджиминчев Йордан Ачков Михаил Михайлов Славчо Савов                            |
| Втори художници по костюмите                    | Мариана Николова Росица Камбурова Вера Тодорова Валентин Петров                                            |
| Консултант по озвучаване система „Долби Стерео“ | Рей Гилън                                                                                                  |
| Тон инженери                                    | Любомир Минчев Александър Бъчваров                                                                         |
| Асистенти по звука                              | Георги Владички Цветан Марков                                                                              |
| Асистенти по монтажа                            | Вера Лилова Елена Маринова Цветелина Рачева                                                                |
| Синхронни ефекти                                | Георги Казанджиев Митко Стефанов                                                                           |
| Рецензенти                                      | Илчо Димитров Дойно Дойнов Константин Косев                                                                |
| Комбинирани снимки                              | Тотьо Начев Владимир Колев                                                                                 |
| Фотограф                                        | Младен Чавдаров                                                                                            |
| Организатори                                    | Георги Стоянов Калин Филипов Недялко Караниколов Васил Радоев Атанас Найденов Мони Касабов Недка Димитрова |
| Гардероб                                        | Стоянка Маринова Фани Дадова Жанет Теодосиева Весела Лазарова Нина Братанова Любка Рашкова Мими Иванова    |
| Грим                                            | Юлия Кръстева Димитрина Стоянова Маргарита Михайлова Ваня Горшинина Катя Симова Емилия Виячка              |
| Реквизит                                        | Красимир Цеков Петър Червенков Христо Петров                                                               |
| Осветление                                      | Васил Каменов                                                                                              |
| Оръжейник                                       | Емил Емилов                                                                                                |
| Пиротехника                                     | Иван Лозев Дойчин Дойчинов Камен Пакулев Йордан Йорданов Пламен Стоименов Бранимир Русев                   |
| Декори                                          | Кирил Кирилов Иван Златанов                                                                                |
| Кран                                            | Йордан Димитров                                                                                            |
| Каскади                                         | Димитър Кехайов                                                                                            |
| Оперативна група от МНО                         | Иван Чавдаров Атанас Симеонов Георги Златинов                                                              |
| Производство                                    | Българска кинематография Студия за игрални филми „Бояна“ Творчески колектив „Хемус“ /Copyright © 1987/     |